# 和田真
和田 真（わだ まこと、1958年9月4日 - ）は、日本の元裁判官。大阪府出身。2017年（平成29年）7月15日より大阪高等裁判所部総括判事（第1刑事部）を務め、2023年（令和5年）に退官。退官後に関西大学法科大学院教授に就任。京都大学法学部卒業。

## 経歴
- 1983年（昭和58年）4月：第37期司法修習生
- 1985年（昭和60年）4月12日 - 1987年（昭和62年）3月31日：京都地方裁判所判事補[2]
- 1987年（昭和62年）4月1日 - 1990年（平成2年）3月31日：津地方裁判所・津家庭裁判所判事補[2]
- 1990年（平成2年）4月1日 - 1993年（平成5年）3月31日：鹿児島地方裁判所・鹿児島家庭裁判所判事補[2]
- 1993年（平成5年）4月1日 - 1995年（平成7年）4月11日：名古屋地方裁判所判事補[2]
- 1995年（平成7年）4月12日 - 1996年（平成8年）3月31日：名古屋地方裁判所判事[2]
- 1996年（平成8年）4月1日 - 1999年（平成11年）3月31日：和歌山地方裁判所・和歌山家庭裁判所判事[2]
- 1999年（平成11年）4月1日 - 2002年（平成14年）3月31日：大阪地方裁判所判事（大阪高等裁判所判事職務代行）[2]
- 2002年（平成14年）4月1日 - 2005年（平成17年）3月31日：神戸地方裁判所豊岡支部・神戸家庭裁判所豊岡支部判事[2]
- 2005年（平成17年）4月1日 - 2006年（平成18年）3月31日：大阪地方裁判所判事[2]
- 2006年（平成18年）4月1日 - 2014年（平成26年）3月31日：大阪地方裁判所部総括判事[2]
- 2014年（平成26年）4月1日 - 2014年（平成26年）6月5日：大阪高等裁判所判事（第2刑事部）[2]
- 2014年（平成26年）6月6日 - 2016年（平成28年）3月6日：京都地方裁判所部総括判事（第2刑事部）[2][4]
- 2016年（平成28年）3月7日 - 2017年（平成29年）7月14日：函館地方裁判所・函館家庭裁判所長[2]
- 2017年（平成29年）7月15日 - 2023年（令和5年）3月30日：大阪高等裁判所部総括判事（第1刑事部）[2][5]
- 2023年（令和5年）3月31日：依願退官[1][6]

## 担当訴訟

### 大阪地裁部総括判事として
- 2007年（平成19年）2月20日、大阪拘置所の刑務官による汚職事件で、収賄罪に問われた元刑務官の被告人に対して「収容者に対する有利な立場を利用した悪質な犯行で、まじめに働く拘置所職員への信頼を損なったが、金銭の授受の一部を自発的に供述するなど反省している」として懲役3年・執行猶予5年、追徴金約125万円（求刑：懲役3年、追徴金約125万円）の有罪判決を言い渡した[7]。
- 2007年（平成19年）5月22日、東大阪集団暴行殺人事件で殺人、傷害、監禁、暴力行為等処罰に関する法律違反などの罪に問われた実行役リーダーの被告人Kに対して「これ以上残忍な殺し方がないという冷酷で凶悪な犯行。反省しており更生の可能性も認められるが、極刑は免れない」として検察官の求刑通り死刑判決を言い渡した[8]。
- 2011年（平成23年）10月31日、大阪パチンコ店放火殺人事件の裁判員裁判で殺人、殺人未遂、現住建造物等放火の罪に問われた被告人Tの判決公判で、絞首刑の合憲性について「死刑はそもそも受刑者の意に反して生命を奪って罪を償わせる制度。精神的・肉体的苦痛を与え、ある程度のむごたらしさを伴うことはやむを得ない」として裁判員の意見も踏まえて合憲と判断した上で「死刑に値する重大な犯罪と十分分かった上での犯行で、被告人が主体的に判断し行動できたことは明らか」とTの完全責任能力を認定して検察官の求刑通り死刑判決を言い渡した[9]。